# Gonur Tepe

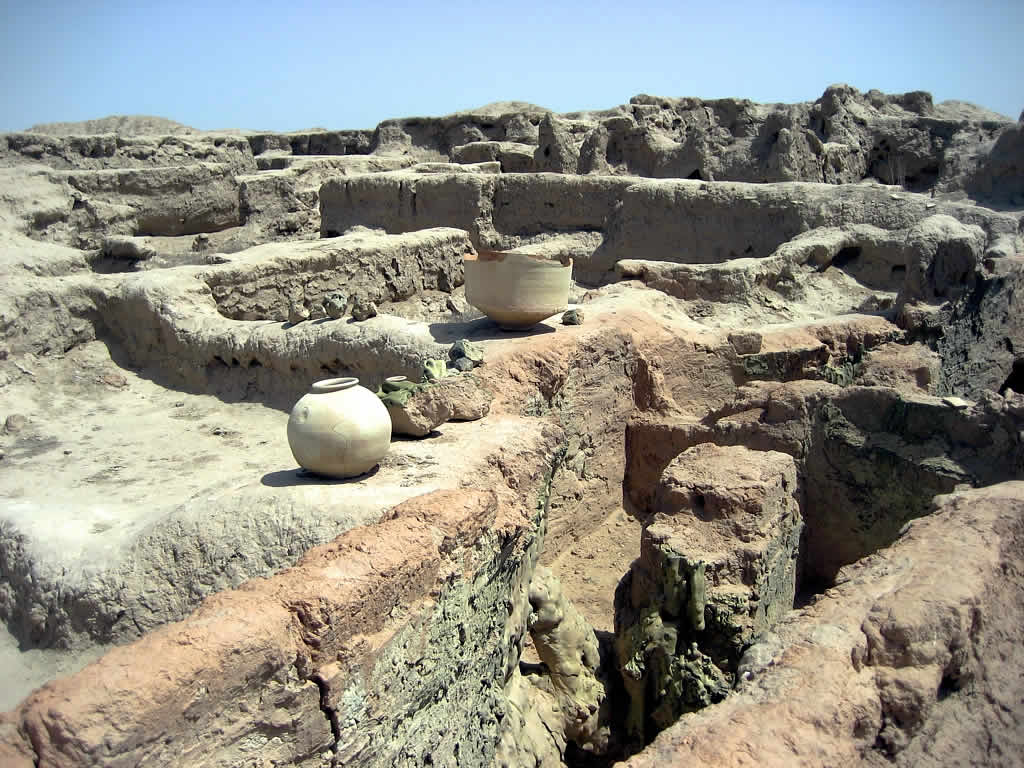
Ruïnes de Gonur Tepe

Gonur Depe o Gonur Tepe, també anomenat "Gonor" o "Gunar", és un jaciment arqueològic situat a 60 km al nord de la ciutat de Mary (Turkmenistan). És un jaciment datat al voltant del s. XXV ae i finals del s. XVI ae, que forma part del complex arqueològic Bactriana-Margiana. Fou descobert al 1970 per l'arqueòleg soviètic Víktor Sarianidi, que va continuar les excavacions en el lloc fins a poc abans de la seua defunció, el 2013.

## Descripció del lloc
Les excavacions s'estenien per unes 55 ha. La fracció nord del complex tenia una estructura central de ciutadella, de 100 per 180 m, i una estructura semblant a la part sud del complex, d'aproximadament 1,5 ha. De fet, semblen haver estat dues ciutats diferents, separades per uns 300 m de distància; no s'ha determinat si van coexistir en el temps o si una en fou construïda després de la destrucció o abandó de l'anterior, la qual cosa es considera més probable.
Les instal·lacions descobertes per Sarianidi a la zona nord estan compostes per un recinte fortificat de tova, un palau i alguns temples; segons el seu descobridor, aquests estaven organitzats al voltant d'altars de foc, la qual cosa convertiria aquesta cultura en la primera coneguda que retia culte al foc, que seria després adoptat pel zoroastrisme. Entre els elements cerimonials, s'hi trobaren calders i plats amb restes de cànnabis, rosella i efedrina, que s'haurien utilitzat per preparar una beguda ritual anomenada soma. Aquesta beguda narcòtica s'esmenta en el Rigveda de la tradició hindú primerenca i, amb el nom d'haoma, també en l'Avesta, una col·lecció de texts sagrats de l'antiga Pèrsia.
D'altra banda, a la zona sud se'n trobà un temple que devia ser per al culte de l'aigua. Cap a l'oest hi havia un gran cementeri, que s'excavà durant deu anys, i s'hi identificaren quasi 3.000 tombes. Cap a l'est hi havia vuit tombes reials en forma de cases subterrànies, dotades de pous d'aigua independent, i on sembla que sacrificaren animals i servents per acompanyar els reis difunts en l'enterrament; malgrat el saqueig de les tombes en temps antics, encara s'hi trobaren alguns exemples d'art, petites peces d'or i restes de mosaics amb composicions narratives. També recipients d'argila crua i de ceràmica, i objectes importats: alguns segells cilíndrics d'origen mesopotàmic i un segell quadrat possiblement provinent d'Harappa, a la vall de l'Indus.

## Ubicació i context
La ciutat era a la vora del curs inferior del Murgab, un gran riu que neix a la serralada de l'Hindu Kush i flueix cap al nord fins a perdre's al desert de Karakum, tot i que potser en temps remots pertanyia a la conca de l'Amudarià. El delta interior del Murgab és prou canviant, i la ciutat degué abandonar-se quan el curs del riu se n'allunyà massa. Més tard, a la rodalia de Gonur Tepe es fundaria la ciutat de Merv, que fou molt important des de les conquestes d'Alexandre el Gran fins que fou destruïda el 1221 pel príncep mongol Tolui, fill de Genguis Kan. Després fou reconstruïda, però acabà sent abandonada per un nou canvi de curs del Murgab.
Gonur Tepe és el complex arquitectònic més important —tenia milers d'habitants— de la Bactriana-Morgiana (2500-1700 ae), que inclou altres 150 assentaments. Pertany a una cultura de l'edat del bronze que, d'acord amb la hipòtesi de Sarianidi, correspondria a un poblament d'origen indoiranià, contemporani de la cultura d'Andrónovo.